# Сіта Коулман-Каммула
Сіта Коулман-Каммула — індійська хімік, еколог і підприємиця. У 2005 році після більш ніж 25 років роботи в нафтохімічній промисловості з розробки пластмас, вона почала працювати в екологічній консалтинговій фірмі. Її фірма зосереджується на промисловій екології та оцінці життєвого циклу продуктів, щоб вони вироблялися в процесах, які екологічно безпечні щодо майбутнього впливу відходів.

## Біографія
Сіта Коулман-Каммула народилася в Індії та навчалася на бакалавраті в Університеті Османії в Хайдарабаді. Вона здобула ступінь доктора наук з органічної хімії в Обернському університеті в Оберні, штат Алабама, а потім студіювала аспірантуру в Прінстонському університеті. Вона отримала стипендію НАТО та закінчила додаткове навчання в Амстердамському університеті. У 1978 році вона була найнята дослідницею у Royal Dutch Shell в Амстердамі, де працювала до 1988 року. Через десять років вона переїхала з Shell до Англії, де працювала менеджеркою з розвитку бізнесу. Пізніше Коулман-Каммула переміщалася як до Бельгії, так і до Г'юстона, штат Техас, як керівниця підрозділу з виробництва епоксидних смол, що створює пластмаси. У 2000 році вона покинула Shell і стала старшою віце-президентом Basell Polyolefins, де зосередилася на управлінні активами, інноваціях та стратегічному маркетингу. Вона також входила до ради директорів Indelpro, спільного підприємства Basell і Alfa в Мексиці.
У 2005 році Коулман-Каммула покинула Bassell і заснувала Simply Sustain, консалтингову компанію, яка має на меті консультувати підприємства щодо більш стійких моделей. Після поїздки до Індії приблизно в той час Коулман-Каммула зрозуміла, що пластмаси, які вона допомогла розробити, негативно впливають на навколишнє середовище, оскільки як винахідниця і дизайнерка вона ніколи не замислювалася, що станеться, коли продукт буде не придатним до використання і стане відходом. Зараз вона консультується з фірмами, рекомендуючи їм надавати інформацію про те, що міститься в їхніх продуктах і як їх розбирати. Це засіб захисту навколишнього середовища і створення робочих місць у сфері утилізації та переробки. Вона пропагує «промислову екологію» та рекомендує юридичним особам протягом життєвого циклу продукції проводити оцінку впливу на навколишнє середовище як засіб підвищення вартості продукції та зменшення негативного впливу на навколишнє середовище. Вона працює у зовнішній консультативній раді з питань сталого розвитку компанії Dow Chemical Company та з іншими корпоративними структурами.